# Mooimakers
Mooimakers is een initiatief tegen zwerfvuil en sluikstorten in Vlaanderen. Het wordt georganiseerd en gefinancierd door de OVAM, Fost Plus en de VVSG. Het is de opvolger van Zwerfvuil In De Vuilbak.

## Werking
Mooimakers voert onderzoek naar zwerfvuil en sluikstorten, doet opvallende campagnes en voorziet vrijwilligers van materiaal en ondersteuning in de strijd tegen zwerfvuil. De organisatie steunt vooral op het engagement van vrijwilligers om het zwerfvuilbeleid ten uitvoer te brengen.

## Kritiek
Er klinkt kritiek tegen Mooimakers van milieuorganisaties zoals Recycling Netwerk Benelux en Bond Beter Leefmilieu. De organisatie zou met de campagnes de schuld te veel bij de consument leggen, in plaats van iets te doen aan de problematiek van wegwerpplastics. Er is ook kritiek tegen het feit dat Mooimakers grotendeels gefinancierd wordt door Fost Plus en er is zelfs sprake van machtsmisbruik. Grote bedrijven zoals Unilever, Danone en Colruyt zijn immers lid van Fost Plus.